# Eric Shipton
Eric Earle Shipton (1. srpna 1907 Ceylon – 28. března 1977 Wiltshire) byl anglický himálajský horolezec.

## Mládí
Narodil se v Ceylonu (nyní nazývaný "Srí Lanka") v roce 1907, kde jeho otec zemřel než mu byly tři roky. Když mu bylo osm, jeho matka ho přivedla do Londýna kvůli vzdělání. Při přijímací zkoušce na Harrow School selhal a tak ho jeho matka poslala do školy ve Wiltshire. Poprvé se setkal s horami, když mu bylo 15 let, kdy navštívil Pyreneje se svou rodinou. Příští léto strávil cestovaním v Norsku a posléze během jednoho roku začal lézt.

## Afrika a Himálaje
V roce 1928 šel do Keni jako pěstitel kávy a následující rok vylezl na Nelion, vrchol hory Mount Kenya. Bylo to také v keňské komunitě Evropanů, kde se setkal s jeho budoucími lezeckými partnery Billem Tilmanem a Percym Wyn-Harrisem. Společně s Wyn-Harrisem vylezl na dvojvrchol Mount Kenya. S Frankem Smytem byl Shipton v roce 1931 jedním z prvních horolezců, kteří stáli na vrcholu Kametu (7 756 m), což byl v té době nejvyšší vylezený vrchol. Shipton se zabýval většinou expedicemi Mount Everestu ve 30. letech, včetně expedicí Hugha Ruttledgea v letech 1933 a 1936. Expedici Mount Everest v roce 1935 poprvé Shipton vedl, a byla zároveň první expedicí pro Tenzinga Norgaye.

## Poválečné roky
V roce 1946 se Shipton vrátil do Kašgaru, kde působil za války a během návštěvy Billa Tilmana se neúspěšně pokusili vylézt na Muztag Ata (7 546 m). Déle se věnoval průzkumným expedicím do Rolwaling Himal a k Mount Everestu. Z důvodu své víry v účinnost malých expedic odstoupil Shipton od vedoucího expedice Everestu z roku 1953. Do rozvodu s jeho ženou Dianou pracoval v horolezecké škole Outward Bound v Eskdale. Poté pracoval na farmách a v roce 1957 vedl skupinu studentů z Imperial College London do Karákóramu.

## Pozdní léta
Během posledního desetiletí svého života Shipton pokračoval v cestování a přednášel. Navštívil ostrovy Galapágy, Aljašku, Austrálii, Nový Zéland, Rhodesii, Keňu, Chile, Bhútán a Nepál. Během pobytu v Bhútánu v roce 1976 onemocněl. Po návratu do Anglie mu byla diagnostikována rakovina, na kterou v březnu 1977 zemřel. V Salisbury byl spálen a jeho popel byl rozptýlen na jezeře.